# Stuart Timmons
Pour les articles homonymes, voir Timmons.
Stuart Timmons (14 janvier 1957 - 28 janvier 2017) est un journaliste, historien, activiste et auteur d'ouvrages sur l'histoire LGBT primé américain.

## Biographie
Stuart Timmons est le cofondateur du festival Outfest en 1982.
Stuart Timmons reçoit une nomination dans la catégorie de non-fiction gay de la part de l'American Library Association pour son premier livre en 1990. Pour son deuxième livre, co-écrit avec l'historienne lesbienne Lillian Faderman, il gagne le prix Monette-Horwitz Award de l'érudition LGBT, le prix Lambda Literary dans la catégorie de non-fiction LGBT, et le prix Lambda Literary dans la catégorie des arts et de la culture LGBT en 2007.

## Œuvre
- (en) Stuart Timmons, The Trouble With Harry Hay : Founder of the Modern Gay Movement, Boston, Massachusetts, Alyson Books, 1990, 317 p. (ISBN 978-1-55583-175-2, OCLC 22274397)
- (en) Lillian Faderman et Stuart Timmons, Gay L.A. : A History of Sexual Outlaws, Power Politics, and Lipstick Lesbians, New York, Basic Books, 2006 (ISBN 978-0-465-02288-5, OCLC 70707762)